# هیوندای کامیون ۸ تا ۲۵-تن
هیوندایی کامیون ۸ تا ۲۵-تن (Hyundai 8 to 25-ton truck) خودرویی است که سیستم جعبه‌دندهٔ آن به دو صورت خودکار و دستی است.